# 780 هـ
780 هـ هي سنة في التقويم الهجري امتدت مقابلةً في التقويم الميلادي بين سنتي 1378 و1379.

## وفيات
- محمد بن عبد الرحمن الدمشقي العثماني
- ابن جابر الأندلسي، شاعر وكاتب ولد في ألمرية عام 698 هجرية.